# Bruno Zboralski
Bruno Zboralski, właśc. Bronislaus Zboralski (również Bronislaw Sboralski; ur. 29 września 1921 w Gelsenkirchen, zm. 30 marca 1987 w Brax) – francuski piłkarz polskiego pochodzenia. Grał na pozycji napastnika w takich klubach jak Marsylii i Valenciennes FC. Zakończył karierę jako grający trener w Olympic Hussein Dey w Algierze.
W Division 1 rozegrał 153 spotkania i zdobył 38 bramek.